# Bouteloua dactyloides
Espèce
Bouteloua dactyloides, connue en anglais sous les noms de Buffalograss ou Buffalo Grass, est une espèce de graminée d'Amérique du Nord fréquente dans les Grandes Plaines.